# خوان بابلو روخاس بول
خوان بابلو روخاس بول (بالإسبانية: Juan Pablo Rojas Paúl) (و. 1826 – 1905 م) هو محامي، ودبلوماسي من فنزويلا . ولد في كراكاس . تولى منصب رئيس فنزويلا .
وهو عضو في الحزب الليبرالي في فنزويلا .
توفي في كراكاس .